# Corymorpha gracilis
Corymorpha gracilis is een hydroïdpoliep uit de familie Corymorphidae. De poliep komt uit het geslacht Corymorpha. Corymorpha gracilis werd in 1822 voor het eerst wetenschappelijk beschreven door Brooks. 